# Димитър Стоичков
Димитър Стоименов Стоичков (Чолака) е български политик от БКП.

## Биография
Роден е на 7 ноември 1912 г. в Лясковец. Баща му умира през 1914 г. Член на РМС от 1930 г., а от 1933 г. е член на БКП. През 1933 г. е арестуван за комунистическа дейност. Учи в Горна Оряховица до 1934 г., като през ваканциите работи в Захарните заводи. Уволнен от работа през 1934 г. От 1934 г. е на работа в Окръжния комитет на БКП. През януари 1935 г. е арестуван след провал на Окръжната организация на РМС и осъден на 5 години затвор. Лежи в затворите в Търново, Хасково и Сливен. Освободен през 1937 г. след обща амнистия. Между 1937 и 1940 г. е секретар на Окръжния комитет на БКП в Търново. По същото време е комисионер в градинарска кооперация. През септември 1941 г. излиза в нелегалност. Влиза в Горнооряховския партизански отряд и става негов политически комисар. Осъден задочно на смърт през 1942 г. След 9 септември 1944 г. е секретар на ОК на БКП в Горна Оряховица и член на Областния комитет на БКП в Плевен. През 1945 г. е част от местния състав на Народния съд. Депутат в VI велико народно събрание. От 1948 до 7 май 1949 г. е начело на комисията за държавен контрол в Горна Оряховица. В периода 7 май 1949-април 1950 е секретар на ОК на БКП във Велико Търново. От септември 1949 г. е и член на Бюрото на Окръжния комитет на БКП в Горна Оряховица. От април 1950 г. е първи секретар на ОК на БКП във Велико Търново. От 4 март 1954 г. до 25 април 1971 г. е член на ЦК на БКП.